# Hemiancistrus subviridis
Hemiancistrus subviridis — вид риб з роду Hemiancistrus родини Лорікарієві ряду сомоподібні.

## Опис
Загальна довжина сягає 15—16 см. Голова велика, морда сплощена. Очі маленькі, розташовані зверху голови. Рот являє собою присоску. На щелепах по 28—29 зубів. Тулуб подовжений. Спинний плавець високий, складається з 2 жорстких та 7 м'яких променів. Жировий плавець невеличкий, на відміну від інших видів цього роду не з'єднано мембраною зі спинним плавцем. Грудні плавці великі, дещо серпоподібні. Черевні широкі, поступаються останнім. Анальний плавець невеличкий. Хвостовий плавець з великою виїмкою, нижня частина більша. У верхній і нижній частині є довші за інші промені, що стирчать.
Забарвленням схожий з Baryancistrus demantoides. Загальний фон коливається від синьо-зеленого до оливкового і гірчичного кольору. У передній частині тіла є брудно-білі або жовті плями. Черево світле. Спинний, грудні та черевні плавці з темно-жовтими, лимонними плямами.

## Спосіб життя
Є демерсальною рибою. Воліє до прісної та прозорої води. Зустрічається у середній або швидкій течіях з гранітним дном. Вдень ховається серед нагромадження каменів, порожнинах і тріщинах порід. Активна в присмерку та вночі. Живиться водоростями, дрібними водними безхребетними (креветками, молюсками), личинками комах.

## Розповсюдження
Мешкає у річках Оріноко та Касікіаре (Венесуела).